# Weißschwanz-Preußenfisch
Der Weißschwanz-Preußenfisch (Dascyllus carneus) ist eine Art aus der Familie der Riffbarsche (Pomacentridae). Die Fische leben in den Korallenriffen des tropischen Indischen Ozeans von der Küste Ostafrikas bis zur Andamanensee und den Seribu-Inseln in der indonesischen Javasee. Sie ersetzen dort den nah verwandten Rotmeer-Preußenfisch (Dascyllus marginatus).

## Merkmale
Weißschwanz-Preußenfische werden fünf bis sieben Zentimeter lang. Sie sind hochrückig und von einfarbig beiger, hellgrauer oder weißlicher Grundfarbe. Vom Rotmeer-Preußenfisch unterscheiden sie sich durch den weißen Schwanz. Die Flossen und ein senkrechtes Band hinter dem Kiemendeckel sind dunkel. Entlang des Seitenlinienorgans haben sie 17 bis 19 Schuppen. Die Anzahl der Kiemenreusenfortsätze beträgt 23 bis 27.
Flossenformel: Dorsale XII/14–16, Anale II/13–14, Pectorale 17–19.

## Lebensweise
Die Fische leben in kleinen Gruppen in Korallenriffen in Tiefen von fünf bis 40 Metern in enger Assoziation mit astförmigen, Deckung gebenden Steinkorallen. Weißschwanz-Preußenfische ernähren sich von Zooplankton. Sie sind Substratlaicher und pflegen und bewachen ihr Gelege, bis die Larven schlüpfen.